# Equipotència
En la teoria dels conjunts, es diu que dos conjunts E i F són equipotents, i es nota E ≈ F, si existeix una bijecció {\displaystyle f:E\to F}.
Per definició, dos conjunts (finits o no) tenen la mateixa cardinalitat (el mateix nombre d'elements) si són equipotents.

## Propietats de l'equipotència
L'equipotència té les propietats següents:
- És reflexiva: per a tot conjunt E, E ≈ E (existeix almenys una bijecció de E vers E : l'aplicació idèntica de E)

- És simètrica: essent dos conjunts E i F, si E ≈ F, aleshores F ≈ E (per hipotèsi, hi ha almenys una bijecció {\displaystyle f:E\to F}; aleshores {\displaystyle f^{-1}} és una bijecció {\displaystyle F\to E})

- És transitiva: essent tres conjunts E, F i G, si E ≈ F i F ≈ G, aleshores E ≈ G (per hipotèsi, hi ha almenys una bijecció {\displaystyle f:E\to F} i una bijecció {\displaystyle g:F\to G}; aleshores la composició {\displaystyle g\circ f:E\to G} és una bijecció)

Açò prova que dins tot conjunt {\displaystyle {\mathcal {E}}} de conjunts, la relació binària d'equipotència és una relació d'equivalència, i que el conjunt quocient {\displaystyle {\mathcal {E}}/\approx \quad } pot ésser identificat al conjunt dels cardinals dels elements de {\displaystyle {\mathcal {E}}}. 
Per exemple, si {\displaystyle {\mathcal {E}}={\mathcal {P}}(\Omega )} és el conjunt de les parts d'un conjunt {\displaystyle \Omega }, l'equipotència és una relació d'equivalència dins {\displaystyle {\mathcal {E}}}.
Tanmateix, no és possible de dir que l'equipotència és una relació d'equivalència dins el conjunt de tots els conjunts: dins la teoria clàssica dels conjunts, el conjunt de tots els conjunts no existeix pas.

## Teorema de Cantor-Bernstein
El teorema de Cantor-Bernstein (o teorema de Cantor-Bernstein-Schröder) és una caracterització de l'equipotència. S'enuncia així:
Essent dos conjunts E i F, si existeixen dues injeccions {\displaystyle i:E\to F} i {\displaystyle j:F\to E}, aleshores E ≈ F.

## Exemples i contra-exemples
- El conjunt {\displaystyle \mathbb {N} } dels enters naturals i el conjunt dels enters naturals parells, notat ací {\displaystyle {\mathcal {P}}}, són equipotents: l'aplicació {\displaystyle \mathbb {N} \to {\mathcal {P}},\,n\mapsto 2\,n} és bijectiva. De fet els conjunts que són equipotents amb ℕ es diu que són numerables.
- Cas dels intervals del conjunt {\displaystyle \mathbb {R} } dels nombres reals
  - Sien dos reals {\displaystyle a}, {\displaystyle b} tals que {\displaystyle a<b}, i els intervals 
 {\displaystyle [a,\,b]=\{x\in \mathbb {R} \mid a\leq x\leq b\}}, {\displaystyle \,]a,\,b[\,=\{x\in \mathbb {R} \mid a<x<b\}}
    - Els intervals {\displaystyle [a,\,b]} i {\displaystyle [0,\,1]} són equipotents: l'aplicació {\displaystyle [a,\,b]\to [0,\,1],\,x\mapsto {\frac {x-a}{b-a}}} és bijectiva.
    - Anàlogament, els intervals {\displaystyle \,]a,\,b[\,} i {\displaystyle \,]0,\,1[\,} són equipotents.

  - Els intervals {\displaystyle \,]0,\,1[\,} i {\displaystyle [0,\,1]} són equipotents:
    - l'aplicació {\displaystyle i:\,]0,\,1[\,\to [0,\,1],\,x\mapsto x} és injectiva (en fet, és la injecció canònica).
    - l'aplicació {\displaystyle j:[0,\,1]\to \,]0,\,1[\,,\,x\mapsto {\frac {x+1}{3}}} és injectiva.
    - l'equipotència de {\displaystyle \,]0,\,1[\,} i {\displaystyle [0,\,1]} és, aleshores, conseqüència del teorema de Cantor-Bernstein.

  - Els intervals {\displaystyle \mathbb {R} =\,]-\infty ,\,+\infty [\,} i {\displaystyle \,]-1,\,+1[\,} són equipotents:
 l'aplicació {\displaystyle \mathbb {R} \to \,]-1,\,+1[\,,\,x\mapsto {\frac {x}{1+|x|}}} és bijectiva.
  - En fet, es pot generalitzar açò: dos intervals de {\displaystyle \mathbb {R} } qualssevulla (posat que cada un contenga almenys dos punts) són equipotents.

- Essent un conjunt {\displaystyle \Omega }, el conjunt {\displaystyle {\mathcal {P}}(\Omega )} de les seves parts és equipotent al conjunt {\displaystyle \{0,\,1\}^{\Omega }} de les funcions {\displaystyle \Omega \to \{0,\,1\}}. 
 Per provar-ho, s'associa a tota part A de {\displaystyle \Omega } la seva funció característica {\displaystyle \chi _{A}:\Omega \to \{0,\,1\}} definida així: per a tot element x de {\displaystyle \Omega }, {\displaystyle \chi _{A}(x)=1} si {\displaystyle x\in A} i {\displaystyle \chi _{A}(x)=0} si {\displaystyle x\notin A}. 
 L'aplicació {\displaystyle {\mathcal {P}}(\Omega )\to \{0,\,1\}^{\Omega },\,A\mapsto \chi _{A}} és bijectiva : si f és una funció {\displaystyle \Omega \to \{0,\,1\}} i si es defineix {\displaystyle A=\{x\in \Omega \mid f(x)=1\}}, és clar que A es l'única part de {\displaystyle \Omega } tal que {\displaystyle \chi _{A}=f}.

- Segons un teorema clàssic de Cantor, el conjunt {\displaystyle \mathbb {N} } dels enters naturals no és equipotent al conjunt {\displaystyle \mathbb {R} } dels reals.

- Semblantment, un conjunt {\displaystyle \Omega } no és equipotent al conjunt {\displaystyle {\mathcal {P}}(\Omega )} de les seves parts.
Per provar-ho (per reducció a l'absurd), suposem l'existència d'una bijecció {\displaystyle f:\Omega \to {\mathcal {P}}(\Omega )} i definim el conjunt {\displaystyle A=\{x\in \Omega |x\notin f(x)\}}.
 Com que {\displaystyle A\in {\mathcal {P}}(\Omega )} i f és bijectiva, existeix un element (únic) {\displaystyle \ x_{0}} del conjunt {\displaystyle \Omega } tal que {\displaystyle \ f(x_{0})=A}.
Llavors: {\displaystyle x_{0}\in A\iff x_{0}\notin f(x_{0})\iff x_{0}\notin A}, una contradicció.

(observeu que en aquesta demostració, no hem fet servir la unicitat de {\displaystyle x_{0}}: així, hem provat que no existeix cap suprajecció {\displaystyle f:\Omega \to {\mathcal {P}}(\Omega )}).

## Cas dels conjunts finits i dels conjunts infinits

### Conjunts equipotents a un conjunt finit
Si E és un conjunt finit, els conjunts equipotents a E són aquells conjunts finits que tenen el mateix nombre d'elements que E.

### Conjunts equipotents a un conjunt infinit
Tot conjunt equipotent a un conjunt infinit és també infinit. Però se sap d'ençà del segle xix, per les obres de Georg Cantor, que hi ha conjunts infinits que no són equipotents, valent a dir que no tenen la mateixa cardinalitat (cf. ací a sobre).